# Frank Francisco
Franklin Francisco (né le 11 septembre 1979 à Saint-Domingue, République dominicaine) est un lanceur de relève droitier de baseball qui évolue dans les Ligues majeures depuis 2004. Il est présentement agent libre.

## Biographie

### Rangers du Texas

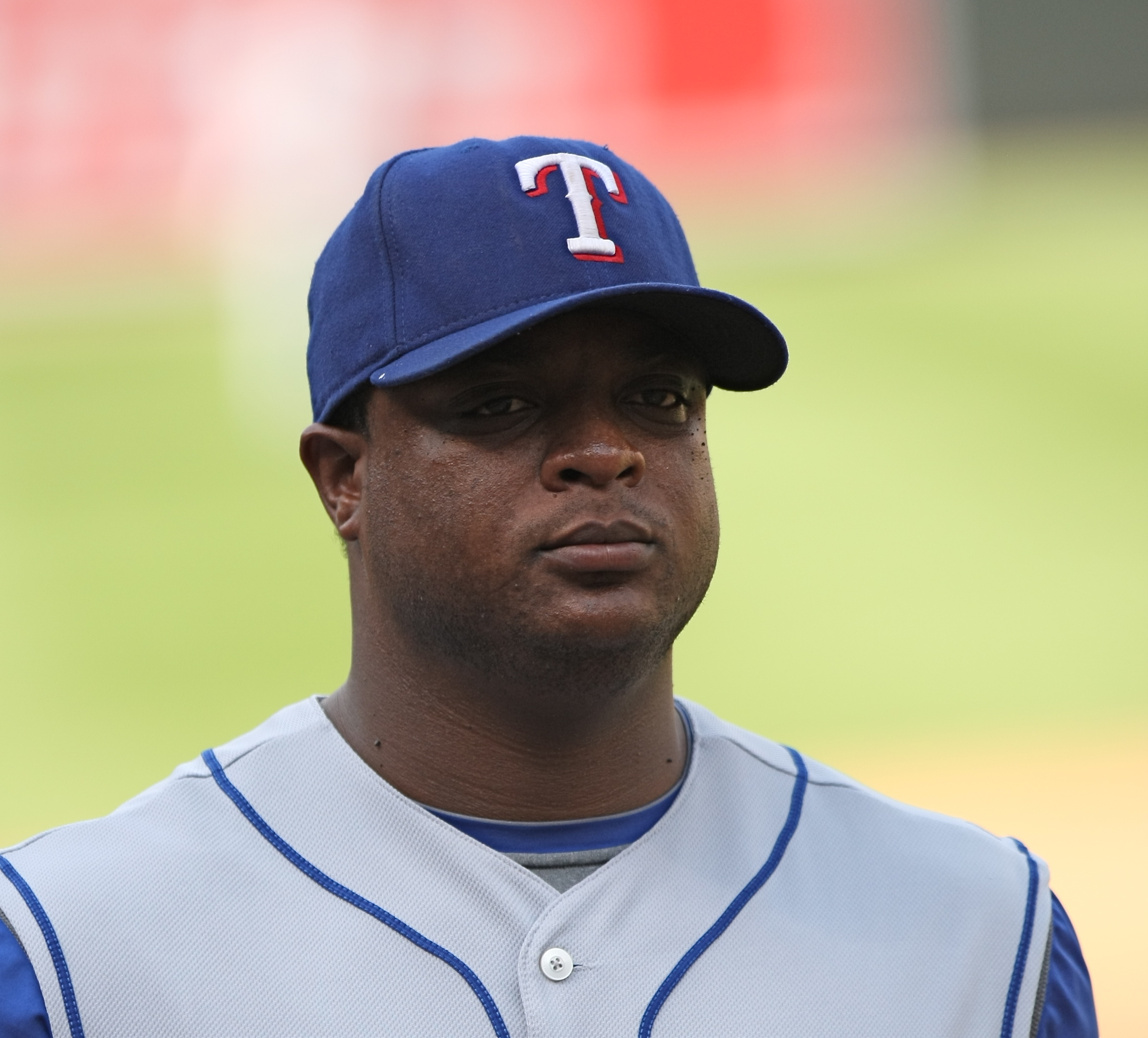
Frank Francisco en 2008 avec les Rangers du Texas.

Recruté le 15 décembre 1996 par les Red Sox de Boston, Frank Francisco est échangé le 31 juillet 2002 aux White Sox de Chicago contre Bobby Howry. Il est transféré chez les Rangers du Texas le 25 juillet 2003 à l’occasion d'un échange impliquant plusieurs joueurs.
Il fait ses débuts en Ligue majeure le 14 mai 2004. Il participe activement aux incidents marquant le match opposant les Rangers aux Athletics d'Oakland le 13 septembre 2004. Un fan des Athletics insulte Doug Brocail, joueur des Rangers, lui rappelant le fait que son épouse avait donné naissance à un enfant mort-né. Frank Francisco intervient et expédie une chaise pliante dans les tribunes, atteignant au visage la femme du supporter insultant. La blessure nécessite la pose de points de suture. Frank Fancisco est arrêté et condamné à des travaux d'intérêts généraux. Il trouve un accord financier pour dédommager la spectatrice blessée. La ligue le suspend pour les 16 derniers matchs de la saison 2004.
Il ne s'aligne pas durant la saison 2005 et presque toute la saison 2006 en raison d'une Opération de type Tommy John. Il retrouve sa place en Ligue majeure le 8 septembre 2006.
Après des mauvaises prestations lors de l'entraînement de printemps 2007, il est reversé en Triple-A chez les Oklahoma RedHawks. Une blessure d'Éric Gagné à la mi-avril lui permet de retrouver une place dans la rotation des lanceurs des Rangers en Ligue majeure.
À la suite d'une blessure de C. J. Wilson en 2008, Francisco est utilisé comme stoppeur pendant quelques rencontres et enregistre ses cinq premiers sauvetages dans les majeures. En 58 sorties et 63 manches et un tiers lancées au cours de la saison, Francisco présente sa meilleure moyenne de points mérités en carrière (3,13).
En 2009, il partage ce rôle avec Wilson. Alors que ce dernier réussit 14 sauvetages, Francisco en totalise 25.
En 2010, les Rangers confient le rôle de stoppeur à Neftali Feliz. Francisco effectue quant à lui 56 sorties en relève, totalisant 52 manches et deux tiers lancées. Il abaisse sa moyenne de points mérités à 3,76. Blessé, il n'est pas ajouté à l'effectif des Rangers pour les séries éliminatoires, qui voient l'équipe atteindre la Série mondiale.

### Blue Jays de Toronto

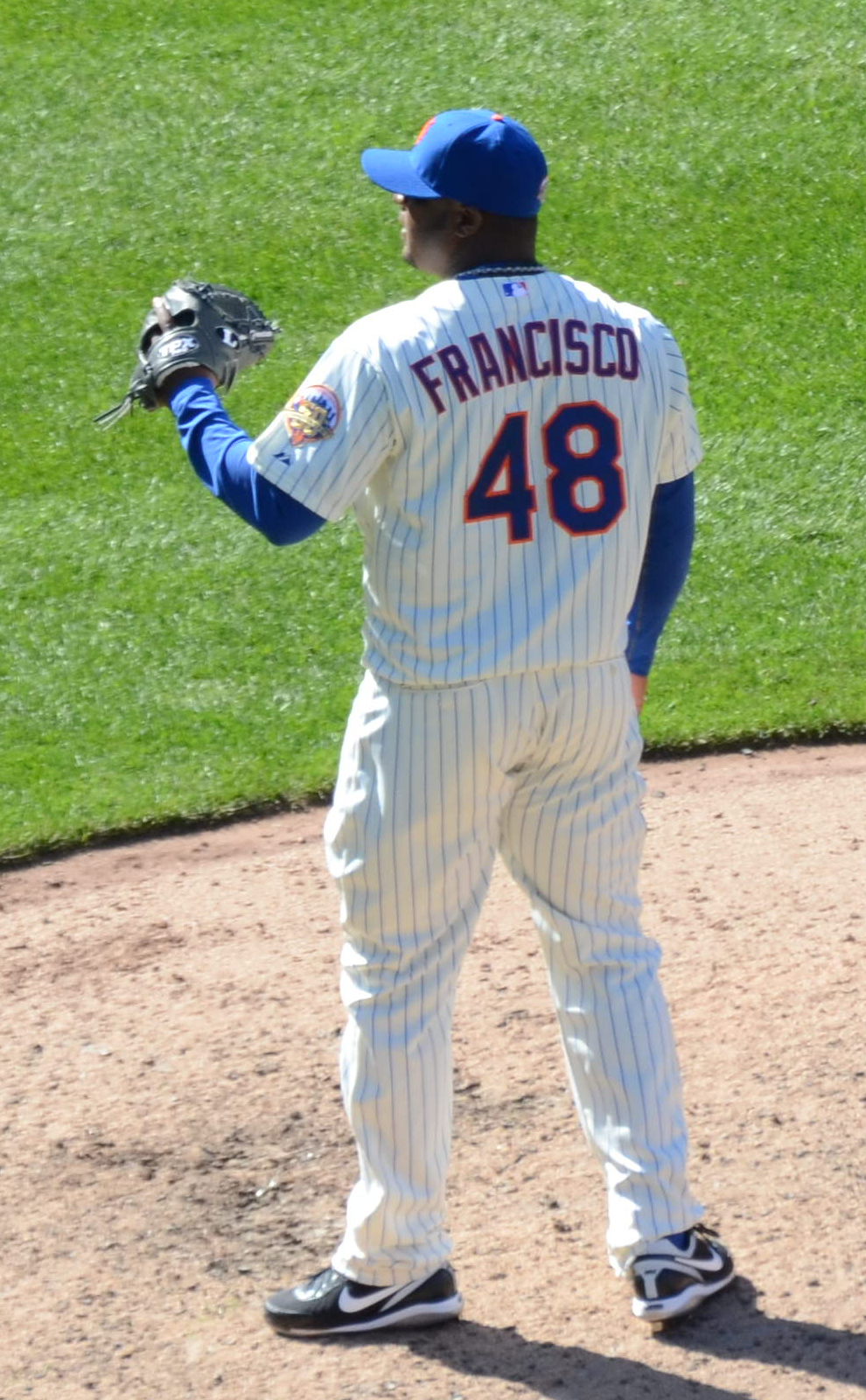
Frank Francisco en 2012 avec les Mets de New York.

En décembre 2010, Francisco accepte de demeurer chez les Rangers plutôt que de devenir agent libre, mais le 26 janvier 2011 les Rangers cèdent Francisco et un montant d'argent aux Blue Jays de Toronto pour les services du receveur et joueur de premier but Mike Napoli. Francisco présente une moyenne de points mérités de 3,55 en 54 sorties pour les Jays en 2011. Il enregistre 53 retraits sur des prises en 50 manches et deux tiers lancées et réussit 17 sauvetages.

### Mets de New York
Le 19 décembre 2011, il signe un contrat de deux ans avec les Mets de New York.
Francisco présente une moyenne de points mérités de 5,36 en 48 manches et deux tiers lancées au cours de ces deux saisons. Il compte deux victoires et trois défaites en seulement 56 parties jouées pour les Mets. Une opération au coude droit le limite à 8 parties en 2013.

### White Sox de Chicago
Le 14 avril 2014, Francisco signe un contrat des ligues mineures avec les White Sox de Chicago. Il ne lance que 3 manches et deux tiers en 4 sorties pour Chicago avant d'être libéré vers la fin mai.